# Erich P. Ippen
Erich Peter Ippen (* 29. März 1940 in Fountain Hill, Pennsylvania) ist ein US-amerikanischer Physiker, der sich mit Laserphysik und speziell ultrakurzen Pulsen beschäftigt.
Ippen, der Sohn von Arthur T. Ippen, studierte Elektrotechnik am Massachusetts Institute of Technology (MIT), wo er heute Elihu Thompson Professor für Elektrotechnik ist.
Mit Charles Shank an den Bell Laboratories gelang ihm 1974 mit einem passiv modengekoppelten Farbstofflaser erstmals die Erzeugung ultrakurzer Pulse (unterhalb 1 Piko-Sekunde).
1989 wurde er Fellow der American Physical Society. 1997 erhielt er mit Shanks den Arthur-L.-Schawlow-Preis für Laserphysik. 2006 erhielt er die Frederic Ives Medal und 1981 den R. W. Wood Prize. 1999 war er Präsident der Optical Society of America. Ippen ist außerdem Mitglied der American Academy of Arts and Sciences, der National Academy of Engineering und der National Academy of Sciences.

## Schriften
- A. Dienes, E. P. Ippen, C. V. Shank: A mode-locked cw dye laser, Appl. Phys. Lett. 19, 258 (1971).
- E. P. Ippen, C. V. Shank, A. Dienes: Passive mode locking of the cw dye laser, Appl. Phys. Lett. 21, 348 (1972).
- C. V. Shank, E. P. Ippen: Mode locking of dye lasers, in: Fritz Peter Schäfer (Ed.) Dye Lasers, Springer 1973, pp. 121–274.
- Karl-Heinz Drexhage, Erich P. Ippen, Charles Shank, Theodor Hänsch, B. B. Snavely, H. Gerhardt, Fritz Peter Schäfer (Herausgeber): Dye lasers (Topics in Applied Physics), 1990, ISBN 978-3-540-51558-6 (Neuauflage)